# Gardariki
Gardariki (IJslands: Garðaríki of Garðaveldi, Zweeds: Gårdarike) is de Oudnoordse term die in de Middeleeuwen werd gebruikt voor het gebied dat later bekend zou staan als het Kievse Rijk. De verkorte vorm Gardarna verwijst ook naar dezelfde streek, alhoewel dit het algemene woord is voor "oost". 
De betekenis van het woord wordt meestal opgevat als "het koninkrijk der steden", wat waarschijnlijk refereerde aan een serie Noordse forten langs de rivier de Volchov, beginnend bij Ljoebsja en Staraja Ladoga. Gardar bevat dezelfde kern als het Slavische woord grad ("stad"), het Nederlandse gaarde en het Engelse garden.
Vanwege het feit dat de Varjagen voornamelijk met Noord-Russische landen te maken hadden, betreffen hun sagen de stad Holmsgardr (Novgorod) als hoofdstad van Gardariki. Andere steden die worden genoemd in de sagen zijn Aldeigjuborg (Staraja Ladoga), Kœnugarðar (Kiev), Pallteskja (Polatsk), Smaleskja (Smolensk), Súrsdalar (Soezdal), Móramar (Moerom) en Ráðstofa (Rostov).